# 土宮
土宮（つちのみや）は三重県伊勢市豊川町にある伊勢神宮豊受大神宮（外宮）の境内別宮である。第62回神宮式年遷宮では、2015年（平成27年）1月28日に遷御の儀が執行された。

## 概要
土宮は外宮正宮南方の檜尾山（ひのきおやま）の麓にある外宮の別宮である。別宮とは「わけみや」の意味で、正宮に次ぎ尊いとされる。
外宮の別宮は土宮のほか、境内に多賀宮（たかのみや）と風宮（かぜのみや）、境外に月夜見宮（つきよみのみや）がある。土宮は多賀宮に次ぎ古く、多賀宮・月夜見宮に次ぎ3位である。外宮境内にある別宮は、多賀宮・土宮・風宮の順に参拝するのが古来の習わしとされる。
正宮前の池の横の亀石を渡った先の石段の左に風宮が、右に土宮がある。亀石は高倉山の天岩戸の入り口の岩を運んだと伝えられている。土宮の左手には外宮所管社の下御井神社がある。

## 祭神
土宮の祭神は、外宮所在地・山田の原の地主の神である大土乃御祖神（おおつちのみおやのかみ）とされる。
度会行忠が1285年（弘安8年）に記した『神名秘書』では、山田原地主の大歳神、宇迦魂神、土御祖神の土宮3座と記載する。また神体は大歳神と土御祖神が鏡、宇迦魂神が宝壺であったとする。

## 歴史
記録上の土宮の初出は997年（長徳3年）の『長徳検録』とされる。927年（延長5年）の『延喜式神名帳』には記載されていない。『長徳検録』とする根拠は、度会家行の『類聚神祇本源』での引用による。
『類聚神祇本源』によれば、『長徳検録』に外宮所管の田社33前の1座の土御祖社と記された。「田社」は現在の末社に相当するものとされ、現在の摂社以下の扱いであった。
大治3年6月3日（ユリウス暦：1128年7月2日）、土御祖社は宮川の外宮禰宜の申請が朝廷に認められ、別宮に昇格し土宮となった。そのころ度重なる宮川の氾濫に悩まされた外宮禰宜が、土御祖神が氾濫を治めたとして宮号を申請したものであった。
文永年間の遷宮では、土宮の瑠璃壺と鏡2面を大物忌が落したことで解任された。

## 祭事
皇大神宮に準じた祭事が行なわれ、祈年祭、月次祭、神嘗祭、新嘗祭の諸祭には皇室からの幣帛（へいはく）がある。幣帛を受けるようになったのは、別宮昇格以降と考えられる。皇室の勅使は正宮と多賀宮のみに参行し、土宮には参行しない。

### 式年遷宮
土宮の第62回式年遷宮の諸祭と日程は以下の通りである。
2014年
- 8月10日 - 立柱祭（りっちゅうさい）・上棟祭（じょうとうさい）
- 9月15日 - 檐付祭（のきつけさい）
- 10月25日 - 甍祭（いらかさい）

2015年
- 1月26日 - 御戸祭（みとさい）・御船代奉納式（みふなしろほうのうしき）・洗清（あらいきよめ）
- 1月27日 - 杵築祭（こつきさい）・後鎮祭（ごちんさい）・川原大祓（かわらおおはらい）
- 1月28日 - 御飾（おかざり）・遷御（せんぎょ）
- 1月29日 - 大御饌（おおみけ）・奉幣（ほうへい）

上記のうち、立柱祭・上棟祭・杵築祭・後鎮祭・遷御・奉幣は、今上天皇による御治定（ごじじょう、日程の御定め）に基づく。

## 社殿
土宮の社殿は外宮に準じ外削ぎの千木と、5本で奇数の鰹木を持つ萱葺の神明造である。神宮の境内別宮は基本的に南面しているが、土宮は東面している。遷宮のための古殿地は通常は東西に並ぶが、土宮は南北に近い。別宮昇格直後に南面させるべきとの声があったが、従来のままとされた。またの境内別宮は基本的に鳥居を持たないが、土宮は鳥居を持つ。

## 交通
- 最寄駅：JR参宮線・近鉄伊勢市駅
- 最寄バス停：三重交通外宮前バス停
- 最寄インターチェンジ：伊勢自動車道伊勢西インターチェンジ
- 駐車場：無料駐車場がある。